# Balkova Lhota (stacja kolejowa)
Balkova Lhota – stacja kolejowa w miejscowości Balkova Lhota, w kraju południowoczeskim, w Czechach. Znajduje się na linii kolejowej Tábor – Ražice, na wysokości 495 m n.p.m..  

## Linie kolejowe
- Linia kolejowa Tábor – Ražice